# Colibrí inca d'Antioquia
El colibrí inca d'Antioquia (Coeligena orina) és una espècie d'ocell de la família dels troquílids (Trochilidae) que habita Colòmbia central.